# (231265) Saulperlmutter
(231265) Saulperlmutter est un astéroïde de la ceinture principale.

## Description
(231265) Saulperlmutter est un astéroïde de la ceinture principale. Il fut découvert le 5 janvier 2006 à Vallemare Borbona par Vincenzo Silvano Casulli. Il présente une orbite caractérisée par un demi-grand axe de 2,82 UA, une excentricité de 0,04 et une inclinaison de 5,9° par rapport à l'écliptique.

## Compléments